# Бонго флава
Бонго флава се нарича танзанийската хип-хоп музика.
Жанрът възниква през 1990-те години, повлиян най-вече от американската хип-хоп музика, както и от други стилове като денсхол, афробийт, ритъм енд блус, реге и типично танзанийските таараб и данси. Текстовете на песните са най-често на суахили или на английски език.
Жанрът е най-популярният музикален стил сред младежите в Танзания с много телевизионни и радио станции посветени на него. Освен в Танзания този тип музика намира почитатели и в други африкански страни като Кения и Уганда, и дори извън африканския континент.